# 잡지
잡지(雜誌) 또는 매거진(magazine)은 여러 가지 내용의 글을 모아서 펴내는 정기 간행물이다. 책처럼 매었으며 발행 간격에 따라 주간·월간·계간의 구별이 있다. 신문과 책의 중간적 성격을 띤다.
한편, 잡지는 국민들에게 필요한 정보를 모아서 활용하는 것 또는 정보매체의 전달 등의 기능을 하고 있다. 그중에서 시사잡지(종합지)는 정치의 동향이나 실태에 대해서 대중에게 전하는 것이다. 만화잡지나 어린이잡지는 어린이를 위한 동화나 만화, 학습내용과 유쾌한 정보를 전달하고 있으며, 화보잡지는 사진을 통해 정치적 이슈와 스포츠, 연애물 등을 전달하고 있다.
잡지의 형태를 갖춘 최초의 정기간행물은 함부르크의 신학자·시인이었던 요한 리스트가 창간한 『에르바울리헤 모나츠 운터레둥겐(Erbauliche Monaths Unterredungen)』(1663-68)이다. 이어 1665년에 파리에서 간행된 『주르날데 사방(Journal des Scavans)』은 책의 요약과 작가의 작품목록, 철학·문학·과학 등 여러 분야의 보고(報告)로 이루어져 있었다. 그것을 모방하여 같은해에 영국에서는 로열 소사이어티(왕립협회) 회보인 『필로소피컬 트랜잭션스(Philosophical Transactions)』가 창간되었다. 41년 미국 최초의 잡지 2종이 필라델피아에서 창간되었을 때도, 그 이름은 『아메리칸 매거진(American Magazine)』 『제너럴 매거진(General Magazine)』이었다. 한편 일본 최초의 잡지는 1867년에 야나가와 슌산(柳川春三)이 창간한 『서양잡지(西洋雜誌)』이고, 한국 최초의 잡지는 1896년 일본유학생친목회에서 창간한 『친목회회보(親睦會會報)』이다.

## 역사
잡지가 발행된 것은 인쇄술의 발달로 인한 16세기부터 시작되며, 19세기 후반까지는 정부의 언론통제 때문에 그 영향이 적었다. 잡지의 시작이라 할 수 있는 것은 영국의 《젠틀맨스 매거진》(Gentleman's Magazine)(1731~1914)이다. 당시 이 잡지의 영향력은 매우 커서 이 잡지가 당시 영국 상류층의 상징이 될 정도였다고 한다. 잡지에 현재와 같은 사진이 실리기 시작한 것은 프랑스의 《일뤼스트라시옹》(L'Illustration)(현 파리 마치의 전신)지가 최초이다.

### 어원
《젠틀맨스 매거진》의 편집장 에드워드 케이브는 탄약고라는 뜻의 단어인 ‘매거진(magazine)’을 잡지라는 뜻으로 비유해 불렀다.
‘잡지(雜誌)’라는 번역어가 처음 쓰인 것은 19세기 후반이다. 존 맥고완(John Macgowan, 1835~1922)이 상하이에서 발간한 《중외잡지(中外雑誌)》(1862~1863), 1867년 일본에서 발간된 《서양잡지(西洋雑誌)》(1867~1869) 등이 있었다.

## 종류
현재 발행되고 있는 잡지들은 대체로 다음과 같은 기준에 따라 여러 종류로 나뉜다.
1. 발행주기별(發行週期別)…주간, 격주간, 순간(旬刊), 반월간, 월간, 격월간, 계간, 반연간, 연간 등,
2. 내용별…여성지, 아동지, 학생지, 수험·학습지, 종합지, 대중오락지, 문예지, 평론지, 학술·전문지, 회보(會報), 기관지, 홍보지(PR지), 카탈로그(誌), 잡지와 서적의 중간인 무크(Mook), 동인지(同人誌), 타운정보지,
3. 판형별…A6판, B6판, A5판, B5판, A4판, 타블로이드판 등, ④ 영리성별…상업지, 비상업지 등.

## 기능
현대사회에서의 잡지의 기능은 다음과 같다. 첫째로, 잡지는 저널리즘의 한 형식이다. 발행간격이 1주일인 경우도 있고 1개월인 경우도 있는데, 그 정도의 간격을 두고 발행하는 것은 그 기간중의 시사적 변화를 각 잡지에 반영할 수 있기 때문이다. 물론 일간신문이나 시시각각 일어나는 사건을 속보하는 텔레비전·라디오 등에 비하면 주간지나 월간지가 가지고 있는 저널성(시사성)은 그 시간폭이 완만하다. 그러나 시간성과 연관이 없는 단행본과는 달리 잡지가 대상으로 하는 영역이 정치·경제 등 전문적인 것이든, 또 예능·오락 등 대중적인 것이든간에, 잡지는 우선 '시사성'을 제1의 특징으로 하는 커뮤니케이션 매체이다. 둘째로, 잡지는 저널리즘이긴 하지만 반드시 매스 커뮤니케이션 매체는 아니다. 오늘날과 같이 복제기술이 발달한 사회에서는 그 규모의 크기와 관계없이 대부분의 조직에서 잡지가 만들어진다. 회사나 그 밖의 조직은 사내(社內) 잡지나 PR잡지를 만들며, 발행부수는 수백부에서 수백만 부까지 이르는 여러 종류가 있다. 잡지의 커뮤니케이션은 다른 말로 바꾸면, 이른바 '미니 커뮤니케이션' 영역에 속한다. 텔레비전이나 라디오 등의 매스 커뮤니케이션의 불특정다수의 '대중'을 향한 것인 데 반해 잡지는 특정의 소(小)그룹을 대상으로 편집되고 배포되기 때문이다.

## 나라별 잡지
현재 미국의 잡지는 종류의 다양함과 압도적인 발행부수로 다른 나라의 잡지 저널리즘을 앞지르고 있는데, 한국에서는 전국 미디어의 역할을 하며, 해외잡지에 대한 영향력도 크다. 그 변천은 바로 근대 잡지성쇠의 역사이기도 하다.인쇄기술의 발달과 잡지 우송에 대한 우대조치가 강구되면서 잡지의 총수가 늘어나 전국을 커버하는 잡지가 나왔다. 1920년 이후 광고에 의존하면서 매스 매거진의 시대가 계속되고 신잡지도 등장했으나, 50년대 중반에는 뉴미디어인 상업 텔레비전의 급속한 보급으로 인해 광고시장을 빼앗기고 생산비의 상승, 교육수준의 향상, 관심의 다양화에 대응하지 못하여 『콜리어스』가 폐간되는 등 파국을 맞았다. 한편 텔레비전 시청자에 필적하는 구독자 획득을 목표로 『라이프』는 연간예약료를 대폭 인상했으나, 발행부 수를 850만 부까지 끌어올리면서도, 예약구독자가 독자증가에 연결되지 않는다는 광고주의 주장에 따라 우송료 인상 등의 벽에 부딪혀 동종의 『룩』과 함께 휴간하기에 이르렀다. 1985년 상반기의 매스 커뮤니케이션지(業界誌)인 『갤러거 리포트』에 의하면, 1,000만 부를 넘는 잡지는 『리더스 다이제스트』 『TV 가이드』 『내셔널 지오그래픽』 등 5개지이고, 100만 부를 넘는 것은 69개지에 이르나 모두가 냉혹한 환경 속에서 경쟁한다. 영국에는 인텔리 취향의 『이코노미스트』 『뉴 스테이츠맨』, 유머지 『펀치』 등이 알려져 있다. 발행부수 제1위는, 민간방송을 커버하는 『TV 타임스』와 BBC 프로그램을 망라하는 『라디오 타임스』가 400만 부 전후를 서로 경쟁하고 있다. 프랑스에서는 뉴스지 『렉스프레스』 『르 푸앙』 『르 누벨 오브세르바퇴르』, 화보지(▩報誌) 『파리 마치』, 고급 패션지 『엘르』 등이 건투하고 있으나 모두가 판매부수에서는 침체상태에 있다. 독일에서는 가장 영향력이 큰 『모델 슈피겔』, 세계 최대의 화보 주간지 『슈테른』, 인간과 자연을 주제로 한 『게오』, 가장 오랜 전통의 여성자 『브리키테』 등이 유명하다. 러시아에서는 대부분의 잡지가 정부·당·노동조합 등에서 발행되고 있으나, 600만 부가 넘는 풍자만화지 『크로코딜』, 다이제스트지 『스푸트니크』 등 독특한 잡지도 있다.

### 대한민국
한국에서 처음 발간된 잡지는 1896년에 민간구국단체인 《대조선독립협회회보》로 40여 쪽의 분량으로 뉴스, 외국소식, 한국독립에 대한 정보 등 간단한 정보를 전했지만, 한국의 잡지 시초로 인정하고 있다. 이후 1906년에 발간된 《서우》와 《서북학회회보》, 대한자강회에서 발간한 《대한자강회회보》, 1906년에 같은 해에 발간된 《소년한반도》가 있었다. 여기서 《서우》, 《대한자강회회보》 등은 구국단체에서 발간된 쉽게 말하자면 학술지였다. 이후 개인잡지, 시사잡지, 아동잡지, 문예잡지 등이 서서히 등장하게 된다. 일제강점기 때에는 《서광》, 《개벽》, 《소년》, 《아이들보이》, 《폐허》, 《창조》, 《금성》 등이 발간되었다.
한국에서는 《아이들보이》가 처음으로 표지를 천연색으로 발행한 최초의 잡지로 보고 있고, 《소년》의 창간일을 잡지의 날로 정하였다. 해방 후 《신천지》, 《학풍》, 《문예》 등이 발간되었다.
1980년에 언론 탄압으로 인해 수가 감소하였으나, 1987년에 6.29 선언 이후에는 급격히 증가하여, 다양한 잡지들이 발간되고 있다.

## 같이 보기
- 웹진 (온라인 매거진)
- 자동차 잡지
- 잡지 목록
- 대한민국의 잡지 목록
- 신문
- 타블로이드
- 간행물